# Ga Gosaek
Ga Gosaek (Tiếng Hàn: 고색역, Hanja: 古索驛) là ga tàu điện ngầm trên Tuyến Suin–Bundang, nằm ở Gosaek-dong, Gwonseon-gu, Suwon-si, Gyeonggi-do.

## Lịch sử
- 5 tháng 8 năm 1937: Khai trương như một kho cấp[2]
- 1 tháng 8 năm 1969: Không tiếp nhận hành khách[3]
- 25 tháng 10 năm 2019: Tên nhà ga được quyết định là Ga Gosaek[4]
- 2 tháng 2 năm 2020: Chạy thử toàn diện giữa Suwon - Đại học Hanyang tại Ansan[5]
- 29 tháng 5 năm 2020: Được sửa đổi thành 2,7 km dựa trên Ga Suwon theo thời điểm bắt đầu sử dụng bảng khoảng cách đường sắt.[6]
- 12 tháng 9 năm 2020: Với việc mở các Tuyến Suin–Bundang trong khu vực đô thị, một số chuyến tàu dừng ở đầu và cuối.

## Bố trí ga
| ↑ Suwon         |
| ３１ \| ２４ \| |
| Omokcheon ↓     |

| １ | ●Tuyến Suin–Bundang | ← Hướng đi Jukjeon · Wangsimni · Cheongnyangni              |
| ３ | ●Tuyến Suin–Bundang | ← Hướng đi Jukjeon · Wangsimni · Cheongnyangni              |
| ２ | ●Tuyến Suin–Bundang | → Hướng đi Ansan · Songdo · Incheon → → Kết thúc tại ga này |
| ４ | ●Tuyến Suin–Bundang | → Hướng đi Ansan · Songdo · Incheon → → Kết thúc tại ga này |

## Xung quanh nhà ga
- Trường tiểu học Gosaek
- Trường trung học Gosaek
- Trung học phổ thông Gosaek
- Trường tiểu học Gohyeon
- Pyeongdong Saemaul Geumgo
- Căn hộ 1~2 Taesan
- Woorim FeelU APT
- Emart 24 Suwon Gosaek
- Trung tâm dành cho trẻ em ở Gosaek-dong
- Suwon Delta Plex 1~3 Danji
- Dịch vụ phát triển nguồn nhân lực của Hàn Quốc Trụ sở khu vực Gyeongin
- Đồn cảnh sát Tây Suwon
- Văn phòng Gwonseon-gu
- Trường trung học Hanbom

## Hình ảnh

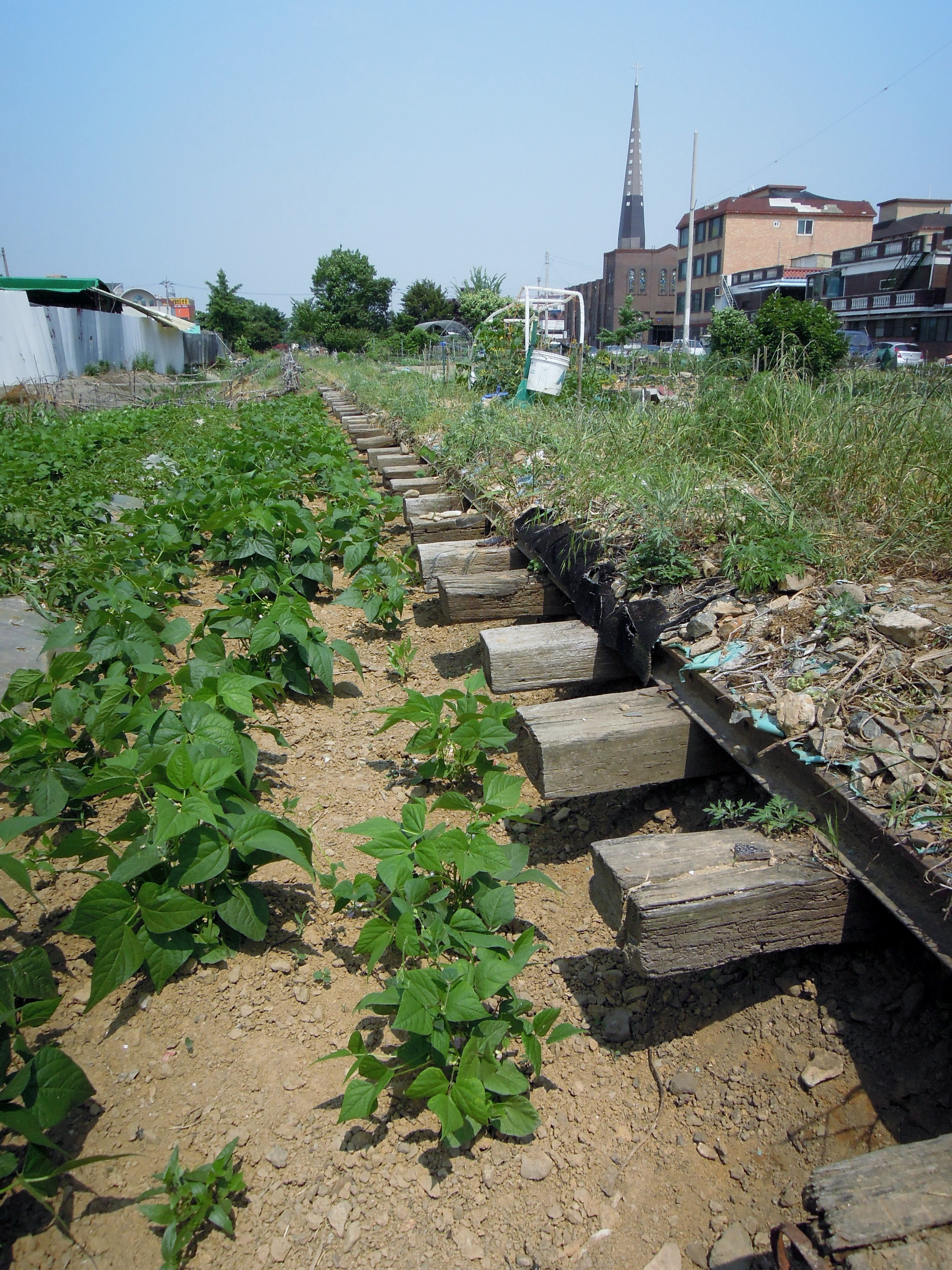
Đường ray cũ (tháng 6 năm 2011)
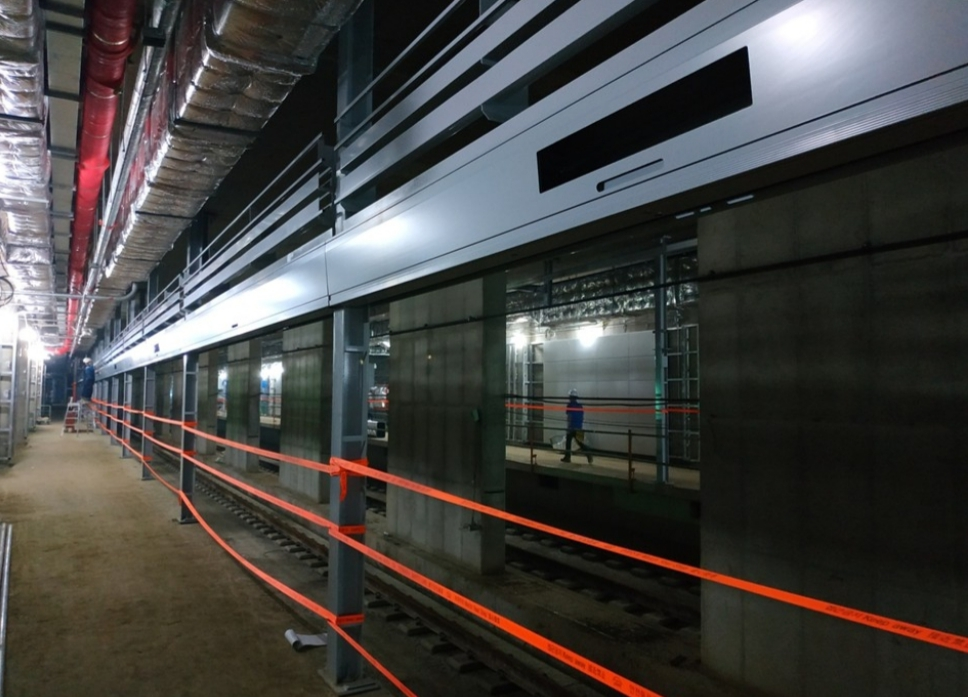
Đang thi công năm 2019
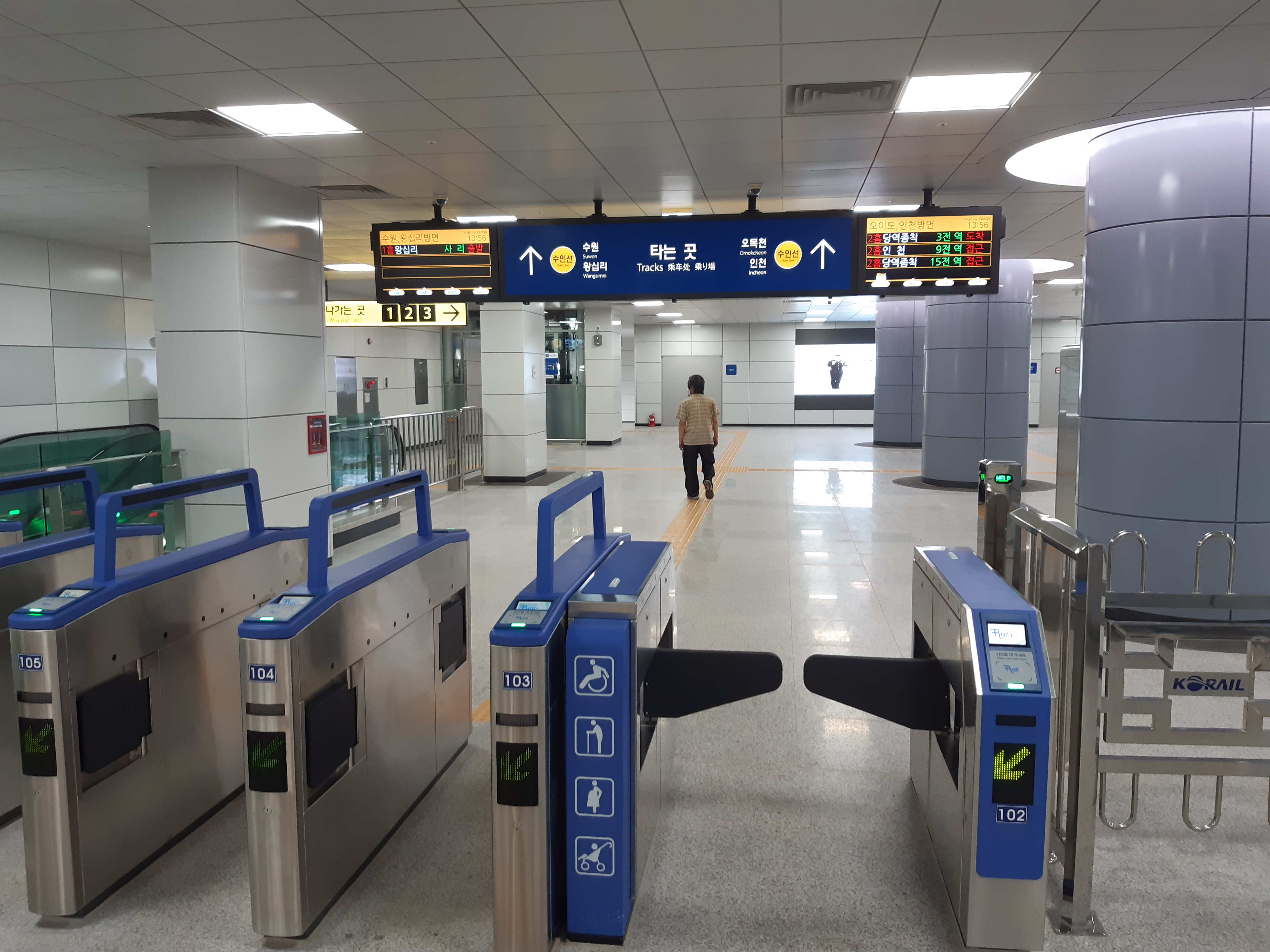
Cửa soát vé
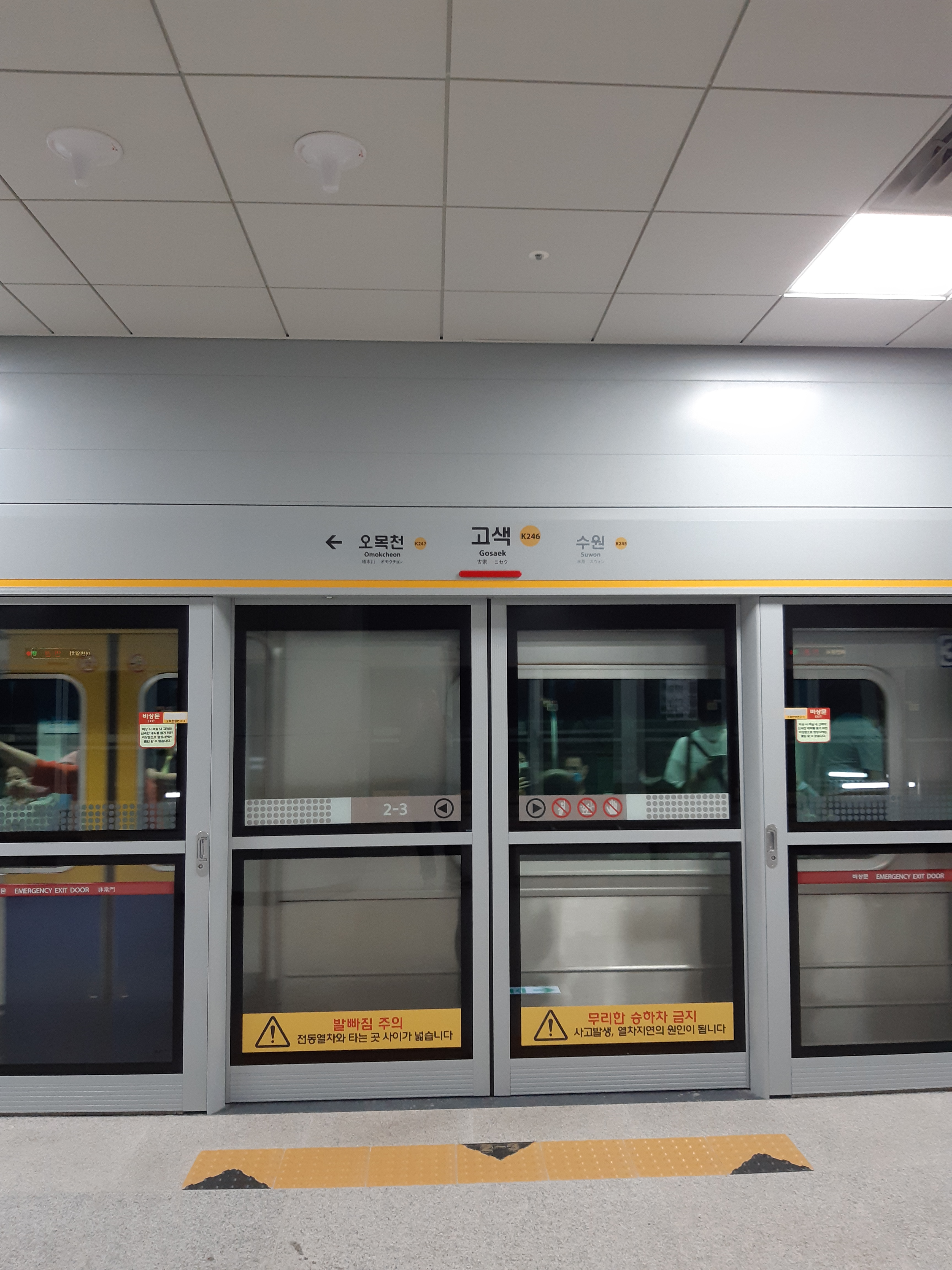
Cửa chắn sân ga